# Krasnoarmejskij rajon (Territorio del Litorale)
Il Krasnoarmejskij rajon (in russo Красноармейский район?) è un rajon (distretto) del Territorio del Litorale, nell'estremo oriente russo; il capoluogo è il villaggio (selo) di Novopokrovka.
Si estende su un vasto territorio nella parte settentrionale del Territorio del Litorale, sulla sezione centrale della catena montuosa del Sichotė-Alin', nella valle del fiume Bol'šaja Ussurka (affluente dell'Ussuri); il suo territorio non ha alcuno sbocco al mare.
La popolazione è molto scarsa, con una densità intorno a 1 ab./km²; i principali centri sono il capoluogo Novopokrovka, il villaggio di Roščino e l'insediamento di tipo urbano di Vostok.